# MED9
MED9‏ (Mediator complex subunit 9) هوَ بروتين يُشَفر بواسطة جين MED9 في الإنسان.